# Pissos
Pissos (gaskonsko Pissòs) je naselje in občina v jugozahodnem francoskem departmaju Landes regije Akvitanije. Leta 2009 je naselje imelo 1.315 prebivalcev.

## Geografija
Kraj leži v pokrajini Gaskonji znotraj naravnega regijskega parla Landes de Gascogne ob reki Grande Leyre, 55 km severozahodno od Mont-de-Marsana in 68 km jugozahodno od Bordeauxa.

## Uprava
Pissos je sedež istoimenskega kantona, v katerega so poleg njegove vključene še občine Belhade, Liposthey, Mano, Moustey in Saugnacq-et-Muret s 3.583 prebivalci (v letu 2009).
Kanton Pissos je sestavni del okrožja Mont-de-Marsan.

## Zanimivosti
- romanska cerkev sv. Janeza Krstnika iz 12. stoletja, Richet, vmesna postaja na romarski poti v Santiago de Compostelo, Via Turonensis,
- cerkev sv. Petra iz začetka 20. stoletja.